# Никулино (Красноярский край)
Никулино — деревня в составе Кривлякского сельсовета Енисейского района Красноярского края.

## Географическое положение
Деревня расположена на левом берегу Енисея в 12 км от центра сельсовета, поселка Кривляк, и в примерно 245 км к северу по прямой от районного центра города Енисейска.

## Климат
Климат резко континентальный с низкими зимними температурами, застоем холодного воздуха в долинах рек и котловинах. В зимнее время над поверхностью формируется устойчивый Сибирский антициклон, обусловливающий ясную и морозную погоду со слабыми ветрами. Континентальность климата обеспечивает быструю смену зимних холодов на весеннее тепло. Однако низменный рельеф способствует проникновению арктического антициклона. Его действие усиливается после разрушения сибирского антициклона с наступлением теплого периода. Поэтому до июня бывают заморозки. Средние многолетние значения минимальных температур воздуха в самые холодные месяцы — январь и февраль — составляет −25…-27°С, а абсолютный минимум достигает −53…-59°С. Средние из максимальных значений температуры для наиболее теплого месяца (июля) на всем протяжении долины колеблются в пределах 24 — 25°С, а абсолютные максимумы температур в летние месяцы достигают значений в 36 — 39°С. Зима продолжительная. Период со средней суточной температурой ниже −5° на всей протяженности составляет около 5 месяцев (с ноября по март). Ниже 0° — около полугода. Продолжительность безморозного периода в рассматриваемом районе составляет 103 дня, при этом первые заморозки наблюдаются уже в начале сентября. Последние заморозки на поверхности почвы могут наблюдаться в мае.

## История
Деревня была основана в 1637 году неким казаком Никулкой. До 20-х годов была рядовой приенисейской деревенькой. В середине 20-х годов в 4 километрах от деревни был создан лагерный пункт для заготовки леса на экспорт, приписываемый местным населением к Сиблагу. В 30-х годах деревня была известна в округе кирпичным заводиком. Ныне является растущим поселением, сюда приезжают на постоянное жительство старообрядцы.

## Население
Постоянное население составляло 118 человек в 2002 году (97 % русские).
| 2010 | 2016 |
| ---- | ---- |
| 226  | ↘169 |